# Ding-a-dong (пісня)
«Ding-a-dong» (оригінальна голландська назва: «Ding dinge dong», як це було введено в заголовки під час трансляції) — це назва пісні-переможця на Євробаченні 1975 року. Її співав Teach-In, представляючи Нідерланди, а написали Дік Баккер, Уілл Луікінга та Едді Овенс. Пісня потрапила на перше місце як у швейцарському, так і в норвезькому чарті синглів.

## Історія
Хіт «Ding-a-dong» відзначився тим, що став одним із переможців Євробачення, який мав химерні або зовсім безглузді назви чи тексти. Він пішов слідами «La La La» Массіель в 1968 році та «Boom Bang-a-Bang» Лулу в 1969 році, а пізніше були Herreys із «Diggi-Loo Diggi-Ley» в 1984 році. «Ding-a-dong» був виконаний першим у ніч перформансу (перед ірландським The Swarbriggs з «Для чого друзі»). Пісня стала першим переможцем за вже звичною системою голосування на Євробаченні, згідно з якою кожна країна присуджує бали 1–8, 10 та 12. На кінець голосування вона отримала 152 бали, посівши перше місце в дев'ятнадцяти місцях. Як перша пісня, виконана протягом вечора, перемога суперечила тому факту, що успіх зазвичай доходив до пісень, які виконувались пізніше в ефірі. За словами автора та історика Джона Кеннеді О'Коннора «Конкурс пісні Євробачення. Офіційна історія», це був перший з трьох випадків, коли перша пісня виграла конкурс, другий був наступного року в 1976 році, а третій — в 1984 р. 
Пісня, виконана повністю англійською мовою, була підбадьорливою одою позитивної думки; хоча пісня написана повністю в мінорному тоні. Гурт співає, що слід «заспівати пісню, яка звучить як дінг дінг-а-дон», коли хтось відчуває себе нещасним, і продовжує «Дін-а-дон щогодини, коли ви берете квітку. Навіть коли вашого коханого немає, немає, немає». У ніч на Голландський національний пісенний конкурс, коли пісня вже була відібрана, Альберт Вест і Деббі змагалися з Teach-In за честь виступу. [джерело?]

В оригінальній голландській версії «ding-a-dong» описує серцебиття співачки, згадуючи розлуку з коханим у минулому. Окрім «ding-a-dong», у тексті також є «bim-bam-bom», що представляє страшне серцебиття та «tikke- (tikke) -tak» для тикання годинника, очікуючи повернення коханця: 

Is ‘t lang geleden? Dat mijn hart je riep met z’n ding-dinge-dong?
Is ‘t lang geleden? Is ‘t lang geleden? In de zomerzon ging het bim-bam-bom.
Tikke-tak gingen uren, hoelang zou ‘t duren?
Переклад:
Це давно? Що моє серце покликало вас своїм дзвін-дінь-а-донгом?
Це давно? Це давно? У літнє сонце воно пішло бім-бам-бом.
Тик-так пішов годинами, скільки часу це зайняло б?

Пісня досягла 13-го місця в чарті Великої Британії для синглів, і Teach-In також записала пісню німецькою мовою як «Ding ding-a-dong». 
Угорський співак Андраш Чонка також записав угорськомовну версію «Ding Dong» у 2001 році. 

## Чарти
| Діаграми (1975)                 | Найвища позиція |
| ------------------------------- | --------------- |
| Австралія ( Kent Music Report ) | 64              |
| Швейцарський хітпарад           | 1               |
| UK Singles Chart                | 13              |
| Dutch Singles Chart             | 3               |
| Norwegian Singles Chart         | 1               |
| Irish Singles Chart             | 8               |
| US Easy Listening               | 22              |

## Обкладинки

### обкладинка beFour
«Ding-a-Dong» також був записаний німецькою групою beFour для їх четвертого студійного альбому Friends 4 Ever і випущений як другий сингл у Німеччині, Австрії та Швейцарії.
Чарти
| Чарт (2009)          | Найвища позиція |
| -------------------- | --------------- |
| German Singles Chart | 61              |

### Інші обкладинки
Едвін Коллінз зробив кавер на пісню для Eurotrash.
Російські музиканти Альона Апіна і Мурат Насиров записали на мелодію пісні «Дін-а-Дон» кавер-версію з російським текстом «Лунные ночи» в 1997 році. 
Бессі Аргіракі (Μπέσσυ Αργυράκη) заспівала кавер-версію пісні грецькою мовою, включений до її LP «Robert & Bessie» (1975). 